# الغزو الإنجليزي لاسكتلندا (1482)
غزا الجيش الإنجليزي اسكتلندا في يوليو 1482 خلال الحروب الإنجليزية الاسكتلندية. جرى الاستيلاء على بلدة بيريك وقلعتها واحتل الجيش الإنجليزي إدنبرة لفترة وجيزة. جاءت هذه الأحداث في أعقاب توقيع معاهدة فوذرنغي يوم 11 يونيو 1482، والتي أعلن فيها ألكسندر ستيوارت دوق ألباني وشقيق جيمس الثالث ملك اسكتلندا، نفسه ملكًا على اسكتلندا وأقسم بالولاء لإدوارد الرابع ملك إنجلترا. فشل الغزو اللاحق لاسكتلندا تحت قيادة شقيق إدوارد، ريتشارد دوق غلوستر، في تنصيب ألباني على العرش، لكن بيريك ظلت إنجليزية منذ تسليم القلعة في 24 أغسطس. غادر الجيش الإنجليزي إدنبرة مع وعد بسداد المهر المدفوع لزواج سيسيليا أميرة إنجلترا من الأمير الاسكتلندي.

## الغزو

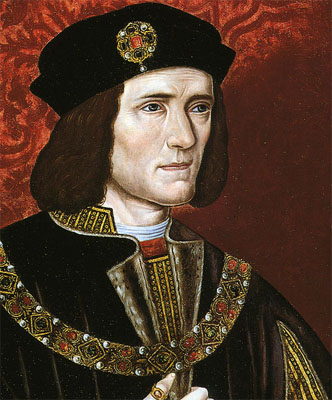
الملك ريتشادر

كان إدوارد الرابع يُعد جيشًا قوامه 20 ألف رجل لغزو اسكتلندا برًا وبحرًا، وفي 12 يونيو، عُين ريتشارد دوق غلوستر قائدًا، وعُين جون إلرينغتون مسؤول مالية الحرب في 22 يونيو. تلقى فرانسيس لوفيل، أحد ضباط ريتشارد، أوامره قبل 24 يونيو، إذ كتب أنه لا يستطيع السفر جنوبًا من تانفيلد بالقرب من دُرم لحضور شعائر يوم يوحنا المعمدان فقد كان لديه أمر قيادي في جيش غلوستر. استعاد غلوستر وألباني مدينة بيريك، بعد تزويدهم بألفي حزمة من السهام وبعتادٍ أُحضر من نيوكاسل بواسطة 120 عربة تجرها الخيول. كانت المدينة في أيدي الاسكتلنديين على مدار العشرين عامًا الماضية بعد أن مُنحت إلى جيمس من الهاربين اللانكستريين هنري السادس ملك إنجلترا وزوجته مارغريت أنجو، وأُمنت القلعة مع ديفيد ليندسي إيرل كروفورد، وأندرو لورد غراي. استسلما عن طريق التفاوض، على الرغم من أن القلعة ظلت اسكتلندية.

### جسر لودر
تحرك الجيش الإنجليزي غربًا من بيريك وانقسم إلى قسمين. بقي إيرل نورثمبرلاند على الحدود الاسكتلندية حيث أخذ القلاع والمساكن المحصنة وحرق المزارع في كيرك يتام، وبيميرسيد، ومورباتل، وروكسبورغ، وجيدبورغ، وإيدنام، وأماكن أخرى. توجه ريتشارد دوق غلوستر غربًا إلى كيمرغام بدعم من جيمس إيرل دوغلاس، ولكن بالقرب من دانز التف باتجاه الشمال الغربي إلى إدنبرة.
لم يذهب جيش جيمس الثالث الاسكتلندي جنوبًا أبعد من جسر لودر، غرب مسار غلوستر، حيث كان هناك نوع من التمرد الذي شارك فيه أرشيبالد، إيرل أنغوس. لم تتضح الأحداث بدقة في لودر، لكن السجلات التاريخية تشير إلى أن بعض المقربين من الملك شُنقوا من الجسر، وكان من بينهم المهندس المعماري روبرت كوكران والتاجر توماس بريستون وخياطه جيمس هوميل والملحن ويليام روجر.

أُعيد جيمس الثالث إلى إدنبرة في 22 يوليو. وأصبح هناك ثلاث فصائل واضحة في اسكتلندا؛ حزب ألباني، والموالون، ومتمردو لودر. ولربما كان للملكة في ستيرلنغ مع الأمير جيمس تأثير مستقل. كتب جورج سيلي، تاجر لندني، رسالة تحتوي على أنباء مبالغ فيها عن الحملة في يوليو؛
«إن دوق ألباني قادم إلى إنجلترا وقد أقسم الولاء للملوك عن طيب خاطر، وقد أرسله الملك إلى اسكتلندا مع 60,000 رجل في ثلاث سريات ومعه العديد من لوردات إنجلترا، ... خلال شهر أُحرقت نحو 44 بلدة وقرية في اسكتلندا وقُتل العديد من اللوردات وأُسروا، وأُحرقت دامفريس»

### ريتشارد دوق غلوستر في إدنبرة
في بداية شهر أغسطس، دخل جيش ريتشارد إدنبرة، لكنه لم يستطع وضع ألباني على العرش. بقي جيمس الثالث آمنًا في قلعة إدنبرة سجينًا في ظاهر الأمر لدى اللوردات الذين تمردوا في لودر، لكنه اتفق سرًا مع أمين القلعة اللورد دارنلي والحامية للحفاظ على أمنه. لم يكن لريتشارد موارد من أجل محاصرة القلعة، إذ لم يكن يتوقع مواجهة هذا الانقلاب.
عندما أصبحت تفاصيل معاهدة فوذرنغي معروفة، تلاشى الدعم الاسكتلندي الضروري لتنصيب ألباني ملكًا. أصبح ألباني وحزب شقيقه وأمناء القلعة على وفاق. في 2 أغسطس وقّع ألباني وغلوستر على تعهد مع كولين إيرل أرغيل، ورئيس الأساقفة شيفز، واللورد أفاندال، وأسقف دنكيلد، جاء فيه وعدٌ بالعفو عن ألباني واستعادة كراماته السابقة.
أبرم الجيش الإنجليزي هدنة في 4 أغسطس وانسحب من مدينة إدنبرة مع تعهد بسداد مقدمٍ على مهر سيسيليا الذي أعطاه إدوارد لجيمس الثالث. فقد كان المال يُدفع بناءً على وعدٍ سابق من جيمس الثالث بتزويج ابنه الأمير جيمس لسيسيليا. تُرك ألباني للاستيلاء على قلعة إدنبرة وأصبح لفترة من الوقت أمين شقيقه. ترك غلوستر 1,700 رجل للهجوم على قلعة بيريك في 11 أغسطس وجرى الاستيلاء على القلعة بعد حصار دام أسبوعين.
كتب إدوارد الرابع إلى البابا سيكستوس الرابع في 25 أغسطس يصف الحملة في اسكتلندا، موضحًا أن ريتشارد قد أنقذ جميع مواطني إدنبرة، بفضل وساطة ألباني، الذي أعادته قوة الجيش الإنجليزي إلى ممتلكاته. أوضح إدوارد أن الاستيلاء على بيريك كان الميزة الرئيسية التي اكتسبها. كتب إدوارد أيضًا أن قلعة بيريك أُخذت عند عودة الجيش، ولم تخلُ من القتال وإراقة الدماء. كُتبت هذه الرسالة قبل أن تصل إليه أنباء استسلام القلعة، وفقًا لتاريخ 24 أغسطس الوارد في سجلات رافائيل هولنشيد وجون ليزلي وإدوارد هول.

### حصار قلعة إدنبره
بعد مغادرة غلوستر، ظهر في السجلات التاريخية أن ألباني سعى للبحث عن مؤيدين لحزبه، ولربما تضمن ذلك مناقشات مع مارغريت الدنماركية في قلعة سترلينغ، ثم حاصر قلعة إدنبرة. خرج جيمس الثالث في 29 سبتمبر، لكن اللورد دارنلي، الذي انضم إلى حزب جيمس، استحوذ عليها مُدافعًا حتى 7 أكتوبر.
افترض المؤرخ نورمان ماكدوغال أن جيمس الثالث خرج من القلعة بعد أن أبرم ألباني صفقة مع أعمامه غير الأشقاء والمتمردين في لودر، جون ستيوارت إيرل آثول، وجيمس ستيوارت إيرل بوكان. كتب جيمس رسالة رسمية إلى اللورد دارنلي في 19 أكتوبر أكد فيها أنه أُحضر من لودر واحتُجز في القلعة رغمًا عنه. برّأت الرسالة الحامية من أي لوم. كتب جيمس الثالث، أن دارنلي قد عقد اتفاقًا معه من أجل سلامته، وحافظ على القلعة أمام حصار ألباني بناءً على أوامر جيمس.

### التداعيات
استمر نفوذ ألباني في اسكتلندا لعدة أشهر، وفي 11 ديسمبر، جعله جيمس الثالث «القائد الأعلى للمملكة» من أجل الدفاع عن الحدود من الغارات الإنجليزية. عندما استعاد جيمس الثالث سلطته، في 8 يناير 1483، عمل على مكافأة عمدة إدنبرة والتر بيرتراهام، الذي تعهد بسداد مهر سيسيليا حين كان الملك أسيرًا ومعتقلًا في قلعة إدنبرة، بمنحة قدرها 40 جنيهًا استرلينيًا. دفع أيضًا سندات من شهر يوليو لسك «نقود سوداء» من النحاس المعدني لم تحظ بشعبية و214 جنيهًا استرلينيًا للحديد المستخدم في صنع المدافع والبنادق الأخرى، ورتب لسداد الأموال التي صودرت في لودر من جورج روبسون، ضابط جمارك إدنبرة.
ذهب ألباني إلى قلعة دنبار وجدد معاهدته مع إدوارد الرابع في فبراير. أُبرمت المعاهدة الجديدة في وستمنستر بواسطة هنري إيرل نورثمبرلاند وجون لورد سكروب ووليام بار مع إيرل أنغوس وأندرو لورد غراي وجيمس ليدال من هالكرستون. كان لهذه المعاهدة تأثير غير مقصود بتقوية الدعم المحلي لشقيقه الأكبر. جُرّم ألباني بصفته خائن من قِبل برلمان اسكتلندا في يونيو، لإبرام هذه المعاهدة الجديدة، وليس لأحداث الصيف الماضي. بعد فترة من النفي، انضم إلى إيرل دوغلاس، وأُحبطت محاولته الثانية في اسكتلندا في معركة مهرجان لوتشام.
عُهدت الإصلاحات المقررة لبلدة بيريك وقلعتها في عام 1483 إلى ألكسندر لي، قس ملكي. أُوعز إلى سيد النجارين في بيريك، جورج بورتر، ببناء 120 منزلًا في المدينة، مع غرف وقاعة وسكن في القلعة. في إنجلترا، أصبحت عبارة التفاخر «كنت نقيبًا عندما نلنا بيريك» قولًا شائعًا وأورد في كتاب العبارات اللاتينية فولغاريا لرئيس كلية إيتون ويليام هورمان عام 1519.